# 陳雪生
陳雪生（1952年1月1日—），中華民國政治人物，中國國民黨籍，現任立法委員、國民黨中央委員，曾任連江縣縣長、國民大會代表。

## 生平
陳雪生畢業於臺灣省立豐原高級商業職業學校（今臺中市立豐原商業高級中等學校），曾擔任臺北市政府警察局中山分局會計主任，後投身政治，當選國大代表並擔任中國國民黨國民大會黨團副書記長。
2001年底，代表親民黨參選連江縣縣長，以55.8%的得票率，擊敗國民黨提名尋求連任的劉立群，當選連江縣縣長。
2005年底，代表親民黨競選連任的陳雪生，獲得國民黨中央禮讓，所以國民黨未提名，但楊綏生仍脫黨參選，最終陳以52.9%的得票率蟬連成功。
2008年底，陳雪生重返中國國民黨。2012年以無黨籍參選立委擊敗國民黨提名的曹爾忠。
2015年再次重回中國國民黨，2016年、2020年、2024年代表國民黨參選立委接連順利連任。
2024年4月，與傅崐萁及其他16名中國國民黨籍立法委員赴中國大陸參訪，並會見中國共產黨中央政治局常委、政協主席王滬寧和國台辦主任宋濤等人。

## 爭議

### 疑似捲入關說金門運油關說弊案
2023年7月1日，台灣網路媒體鏡傳媒刊出報導，指出金門運送石油的金欣海運公司，背後長期由中國國民黨楊鎮浯家族所控股，陳雪生遭控代海運家族收受不當利益協助金欣海運家族與中油協調標案。

### 稱中國大陸是祖國
2023年10月6日，陳雪生時任立委，在立法院質詢時指出，金門馬祖老百姓都很歡迎，對於蓋金廈大橋樂觀其成。陳雪生甚至脫口說，自己在台灣沒半個親戚，「說中國大陸是我的祖國也不為過」但走遍全世界，最喜歡台灣。

### 性騷擾范雲
2020年7月，國民黨、民進黨在立法院臨時會因監察院人事案爆發激烈衝突，當時民進黨立委范雲遭到國民黨立委陳雪生以肚子連頂三次自己的背，當下告知陳此行為構成性騷擾，陳雪生卻回嗆：「用肚子不會懷孕，所以不是性騷擾。」因此范雲便向法院起訴求償。2021年12月17日，法院簡易庭一審判決認定陳雪生造成范雲損害，並須賠償范雲新台幣8萬元；陳雪生不服上訴，2023年6月6日台北地方法院合議庭判陳敗訴確定，范雲宣佈將賠償金捐給女權團體。
范雲因而指陳雪生為「電車痴漢」、「恐龍時代的噁男」等言論，被臺北地方法院及臺灣高等法院均認定係涉及公共利益而可受公評事項的評論，未逾越合理評論原則。

### 《離島建設條例》爭議
陳雪生、陳玉珍提出的《離島建設條例》，直接為中國開 4 道門：中資可投標、中國勞工可來台工作、貨船無視禁制區、台灣廠商得標也能引入中國廠商及人員，被一些台派人士稱為台版一帶一路，將替中國滲透大開綠燈。

## 選舉紀錄
| 年度 | 選舉屆數               | 選舉區               | 所屬政黨   | 得票數 | 得票率 | 當選標記 | 備註 |
| ---- | ---------------------- | -------------------- | ---------- | ------ | ------ | -------- | ---- |
| 1996 | 第三屆國民大會代表選舉 | 連江縣國大代表選舉區 | 中國國民黨 | 800    | 30.90% |          |      |
| 2001 | 第三屆連江縣縣長選舉   | 連江縣               | 親民黨     | 2,549  | 55.80% |          |      |
| 2005 | 第四屆連江縣縣長選舉   | 連江縣               | 親民黨     | 2,592  | 52.90% |          |      |
| 2012 | 第八屆立法委員選舉     | 連江縣選舉區         | 無黨籍     | 2,528  | 49.99% |          |      |
| 2016 | 第九屆立法委員選舉     | 連江縣選舉區         | 中國國民黨 | 2,927  | 68.07% |          |      |
| 2020 | 第十屆立法委員選舉     | 連江縣選舉區         | 中國國民黨 | 2,938  | 48.97% |          |      |
| 2024 | 第十一屆立法委員選舉   | 連江縣選舉區         | 中國國民黨 | 3,118  | 53.08% |          |      |

## 外部連結
- 陳雪生
- 立法委員陳雪生 （页面存档备份，存于）

| 中華民國政府職務 | 中華民國政府職務                                     | 中華民國政府職務 |
| ---------------- | ---------------------------------------------------- | ---------------- |
| 連江縣政府       |                                                      |                  |
| 前任： 劉立群    | 連江縣縣長 第三、四屆 2001年12月20日－2009年12月20日 | 繼任： 楊綏生    |